# Game of Thrones (игра, 2012)
Игра престолов (оригинальное название — Game of Thrones) — компьютерная ролевая игра по мотивам цикла романов «Песнь Льда и Огня» американского писателя Джорджа Мартина. Цикл был экранизирован телеканалом «HBO» в виде сериала «Игра престолов». Игра создана на графическом движке Unreal Engine 3; некоторые персонажи имеют полное сходство с актёрами, задействованными в сериале (а также озвучиваются ими — например, лорд-командующий Ночного Дозора Джиор Мормонт, мастер над шептунами лорд Варис и др.).

## Сюжет
События игры начинаются незадолго до смерти лорда Аррена, Десницы короля Роберта Баратеона. Сюжет проведёт игрока по самым разным местам Вестероса — от Королевской Гавани до ледяной Стены Севера. Автор оригинальных книг Джордж Мартин был привлечен к разработке игры; он не участвовал в написании сценария или диалогов, но вносил «творческий вклад» в определенных точках процесса разработки и следил за корректной передачей в игре событий книг. 
Здесь и сейчас. Один из лучших разведчиков Ночного дозора Морс Вестфорд после казни своего дезертировавшего друга по заданию лорда-командующего отправляется обучать новобранцев, а очень скоро и получает вместе с ними своё первое задание. Морс Вестфорд, ветеран многих битв, возвращается в Чёрный замок Ночного Дозора из земель Дара, что южнее Стены: там он в сопровождении верного пса преследовал дезертировавшего Дозорного Горольда, чтобы предать его справедливому суду лорда-командующего Джиора Мормонта. Ему предстоит взять новобранцев и вернуться на земли Дара для патрулирования. А ушедший в патруль соратник Вестфорда, Криган, подозреваемый в весьма неблаговидном и позорном поступке, так и не вернулся с разведки. Морс находит его в заброшенном форте Ледовый порог, где и сам попадает в смертельную засаду — шайка Одичалых под предводительством Горна, старого врага Морса, вот-вот пробьёт в обветшалом участке Стены проход для войск Манса, Короля-За-Стеной.
Четырьмя месяцами ранее. Алестер Сарвик, красный жрец, служитель Р’глора, Огненного бога, после 15 лет изгнания возвращается в родовое имение Сарвиков — Ключи. Здесь он узнаёт о смерти лорда-отца и о том, что дела семьи идут совсем плохо: его младший брат Гэвин, подозреваемый в отравлении отца, исчез, в городе из-за неурожая и высоких налогов того и гляди вспыхнет бунт, а его сестра Элиана ради сохранения имени Сарвиков должна выйти за Валарра — кузена-бастарда, иначе не имевшего никаких шансов на наследство. Поскольку Алестер покинул отчий дом очень давно, его уже никто не принимал в расчёт, и неожиданное возвращение пришлось не по вкусу очень многим — и в первую очередь Валарру.
Здесь и сейчас. Морс Вестфорд и трое новобранцев, отправившихся с ним в патруль в форт Ледовый порог, попали в ловушку — вместо нескольких Одичалых их встретил крупный отряд. В ожесточённой схватке в живых остался только израненный Морс. Его спас подоспевший со своими людьми легендарный боец Дозора Куорен Полурукий.

## Игровой процесс
Игрок играет по очереди одним из двух персонажей — Морсом Вестфордом по прозвищу Мясник, бойцом Ночного Дозора, и Алестером Сарвиком, послушником культа огня и красным жрецом Р’глора, вернувшимся в Вестерос из долгого изгнания.
Помимо классических стандартных характеристик (Сила, Здоровье, Ловкость и пр.) в игре продумана система «Отличительных черт персонажа» (англ. character traits). Игроку даётся 5 пунктов на выбор разных характеристик (таких как, например, «Хороший командир», «Амбидекстер», «Искусный целитель»). Проблема в том, что выбранные «благие» черты обязательно должны быть уравновешены «отрицательными чертами» на то же количество баллов (например, «Астматик», «Низкорослый», «Параноик»). Черты являются взаимоисключающими (нельзя одновременно быть «Хорошим командиром» и «Плохим командиром», или «Пироманом» и страдать «Боязнью огня»).

### Класс персонажа
| Морс Вестфорд | Алестер Сарвик |
| --- | --- |
| Ленный рыцарь (англ. Landed Knight) «Ленный рыцарь предпочитает оборону атаке. Способный поглотить большое число урона, ленный рыцарь использует оглушающие и улучшающие способности во время боя. Его лучший навык — Задира». Межевой рыцарь (англ. Hedge Knight) «Межевой рыцарь не испытывает страха, атакуя группу врагов со своим тяжёлым двуручным оружием. Его любимый навык, Резня, наносит большой урон врагам, которые окружили его». Магнар (англ. Magnar) «Магнар — это страшный боец, мастер боя один на один. Используя очень агрессивный стиль боя, Магнар может применять два оружия одновременно (то есть в левой и правой руке). Любимый навык магнара — Ярость» | Водяной плясун (англ. Water Dancer) «Водяной плясун основывает свои атаки на своей точности и ловкости. Его любимый навык, Контратака, наносит большие повреждения, когда наносится сразу после успешного уклонения от атаки». Наёмник (англ. Sellsword) «Наёмник специализируется на использовании ядов и атаке врагов со спины. Если враг не сконцентрирован на наёмнике, этот коварный удар уничтожит любого». Лучник (англ. Archer) «Лучник предпочитает дистанционный бой, используя луки или арбалеты. Используя свои умения, он может вести огонь зажигательными стрелами, которые оглушают и наносят серьёзный урон группе врагов». |

## Отзывы в прессе
| Сводный рейтинг       | Сводный рейтинг | Сводный рейтинг |
| Издание               | Оценка          | Оценка          |
| Издание               | PC              | Xbox 360        |
| --------------------- | --------------- | --------------- |
| GameRankings          | 57,30 %         | 53,59 %         |
| Русскоязычные издания |                 |                 |
| Издание               | Оценка          | Оценка          |
| Издание               | PC              | Xbox 360        |
| PlayGround.ru         | 5,0/10          | N/A             |

Летом 2018 года, благодаря уязвимости в защите Steam Web API, стало известно, что точное количество пользователей сервиса Steam, которые играли в игру хотя бы один раз, составляет 272 599 человек.